# Portal
 Ovo je glavno značenje pojma Portal. Za druga značenja pogledajte Portal (razdvojba).
Portal (njem. Portal ← srlat. portale = vrata) u arhitekturi označava posebno naglašen ulaz, dekoracije oko vrata, ili konstrukciju samog ulaza. 
U Egiptu je portal hramova bivao okružen pilonima; u Mezopotamiji su portali bili lučni ("Ištarine dveri" na Babilonskim zidinama); u Helenskoj umjetnosti dobivaju zabatni trokut iznad gornje grede ("Lavlja vrata" u Mikeni) što razvijaju Grci u pročelju klasičnog hrama; Rimljani koriste etrurske lučne portale gradskih zidina da razviju svoje portale koji će uvelike utjecati na razvoj portala u romaničkim i gotičkim crkvenim portalima.

## Poveznice
- Konstrukcije
- Romanička arhitektura
- Gotička arhitektura